# Eating Out 2: Sloppy Seconds
Série
Eating Out
(2004) Eating Out 3: All you Can Eat
(2009)
Pour plus de détails, voir Fiche technique et Distribution.
Eating out 2 est un film américain de Philipp J. Bartell, sorti en 2006. Il s'agit de la suite du film Eating Out (2004).

## Synopsis
Alors que Kyle vient de rompre avec Marc, il fait la connaissance de Troy, le modèle du cours d'art venu de l'Illinois et soi-disant hétérosexuel. Aidé de Tiffani, il va faire croire qu'il est aussi hétéro pour se rapprocher de lui mais Marc va le découvrir et tenter de séduire Troy.

## Fiche technique
- Titre original : Eating Out 2: Sloppy Seconds
- Réalisation : Phillip J. Bartell
- Scénario : Q. Allan Brocka et Phillip J. Bartell
- Production : Q. Allan Brocka, J.D. Disalvatore et Jeffrey Schwarz
- Société de production : Ariztical Entertainment et EOSS Productions
- Photographie : Lisa Wiegand
- Montage : Phillip J. Bartell et Scott Hatcher
- Musique : Cary Berger et Boris Worister
- Costumes : Glenda Maddox
- Pays d'origine :  États-Unis
- Langue : anglais
- Format : Couleur - Mono - 1.85 : 1 - 35 mm
- Durée : 79 minutes
- Dates de sortie :
  - États-Unis : 13 juillet 2006 (Los Angeles Outfest Gay and Lesbian Film Festival)
  - États-Unis : 24 novembre 2006
  - France : 14 avril 2007 (Festival du cinéma LGBT de Grenoble)
  - France : 16 mai 2007 (vidéo)

## Distribution
- Marco Dapper : Troy
- Jim Verraros : Kyle
- Brett Chukerman : Marc Everhard
- Rebekah Kochan : Tiffani Von Der Sloot
- Emily Brooke Hands : Gwen Anderson
- Scott Vickaryous : Jacob
- Mink Stole : Tante Helen